# TUE Série 440 (Renfe)
O TUE Série 440 da Renfe é um trem unidade elétrico fabricado pela empresa Construcciones y Auxiliar de Ferrocarriles para a Red Nacional de los Ferrocarriles Españoles (Renfe) entre 1974 e 1985. Em 1993, parte das 255 unidades foi reformada pela CAF e revendida pela Renfe para a CPTM (Brasil) e Empresa de los Ferrocarriles del Estado (Chile).

## TUE Série 440 (Renfe)

### Projeto e fabricação
No início dos anos 1970 o transporte de passageiros na Espanha crescia de forma constante, porém a Red Nacional de los Ferrocarriles Españoles (Renfe) contava apenas com um parque de tração constituído de 269 carros divididos por 6 séries (fabricadas entre 1937 e 1968). Essa diversidade de frotas dificultava a manutenção, além das séries mais antigas terem menor potência, menos carros (algumas eram formadas por trens unidade de dois carros apenas) e serem mais exigidas pelo aumento da demanda. A situação exigiu um novo plano de expansão do parque de tração, lançado em 1972 e que previa aquisição de até 255 novos carros. A concorrência foi vencida pelo consórcio formado pela  Construcciones y Auxiliar de Ferrocarriles (CAF) e Westinghouse España S.A. (WESA). A Renfe descobriu mais tarde que CAF e WESA não tinham capacidade para fabricar os 255 carros. Assim, a encomenda foi dividida entre o consórcio vencedor e o segundo colocado, formado pelas empresas Macosa e General Electric España (Gee). Parte dos equipamentos elétricos foram fabricados pela Mitsubishi na Espanha sob licença da matriz japonesa. O primeiro lote, de 19 trens-unidade com formação MC (carro Motor Cabine)+RC (carro Reboque Cabine) foi entregue em meados de 1974. Posteriormente as demais foram entregues em sucessivos lotes (limitados por questões orçamentárias da Renfe) até 1985.

### Operação
Os primeiros 19 trens foram entregues em 1974. A Renfe foi introduzindo aos poucos os novos trens nos serviços de Cercanías (Trem suburbano) e de média distância. 
| Trecho                             | Data                |
| ---------------------------------- | ------------------- |
| Madri- Alcalá -Guadalajara         | 24 de junho de 1975 |
| Barcelona Sants- Aeroporto El Prat | 15 de julho de 1975 |
| Sevilha- Huelva                    | 7 de julho de 1978  |

Com a entrega gradual de trens até 1985, a Renfe pôde substituir parte das 6 séries anteriores de trens que prestavam esses serviços. Na década de 1990 com a aquisição de novas séries, a Série 440 passou por uma reforma de meia vida, sendo gradualmente substituída ao longo dos anos 1990, quando parte da frota foi vendida para Brasil e Chile. Da frota original de 255 trens, 57 foram modernizados, transformando-se na Serie 470. Os demais trens da Série 440 foram aposentados.
| Frota     | Trens vendidos | Modernizados (Série 470) | Sucateados | Preservados | Total |
| --------- | -------------- | ------------------------ | ---------- | ----------- | ----- |
| Serie 440 | 68             | 57                       | 129        | 1           | 255   |

## TUE Série 2100 (CPTM)
O TUE Série 2100 (CPTM) foi um trem-unidade elétrico da Série 440R da Renfe adquirido pela CPTM em 1997.

### Projeto e aquisição
Em 1982 a Engevix e a Sofrerail foram contratadas pela RFFSA/CBTU para elaborar um Plano Diretor de recuperação dos subúrbios ferroviários federais. Dentro das ações propostas pelo plano encontrava-se a aquisição de 50 trens de 3 carros (totalizando 150 carros) para atender ao crescimento de demanda projetado. Apesar dos planos, a CBTU não conseguiu adquirir essa frota. Em 1994, quando a malha da CBTU foi transferida para a recém criada CPTM, o plano diretor foi retomado e foram realizados orçamentos para a aquisição de 150 carros. A indústria nacional encontrava-se em grave crise, com a falência da Cobrasma (que não entregou 7 trens reformados da Série 1000 para a CBTU do Rio), Mafersa e Santa Matilde e retirada do mercado de trens-unidade da FNV. Os custos para a aquisição de uma frota nova importada eram altos e restritivos, sem falar nos prazos de entrega.
Após os Tumultos na CPTM em 1996, a situação de precariedade da frota da empresa se tornou evidente: naquele momento apenas 65% possuía condições mínimas de operação. Como uma das medidas para recuperar a empresa, a aquisição de trens-unidade usados foi decidida em 1997. Durante os trabalhos de pesquisa para uma aquisição de ocasião, a CPTM descobriu o interesse da Renfe de vender trens-unidade usados da Série 440 (ainda não reformados), com 17 a 20 anos de uso. Após o aval do governo do estado, a CPTM assinou um contrato de aquisição emergencial (sem licitação) de 48 trens-unidade de 3 carros (144 carros) da Renfe pelo valor de US$ 85.920.000,00.
Esse contrato foi questionado pela Associação Brasileira da Indústria Ferroviária (que defendia uma barreira protecionista contra a importação de trens-embora a indústria nacional já se encontrasse falida na época), pelo Tribunal de Contas do Estado (que defendia a aquisição da frota junto à indústria nacional) e por parte da imprensa (que ironizava o fato do governo do estado ter tratado o recebimentos dos 48 trens como “doação”-embora fossem gastos mais de US$ 85 milhões na adequação dos trens para a rede da CPTM).
Por esse valor, os trens-unidade foram reformados pelas oficinas da Renfe na Espanha e receberam ar condicionado, novas portas, revisões no sistema de freios, adaptação da bitola (de 1668mm para 1600mm), etc. Os primeiros trens foram entregues em 16 de fevereiro de 1998 e os últimos em meados de fevereiro de 1999.

### Operação
O primeiro trem, batizado pela CPTM de Série 2100, realizou sua viagem inaugural em 24 de abril de 1998, tendo como passageiro o governador Mário Covas. Inicialmente foram divididos entre as Linhas 9 (Trem-unidade de 3 carros), 10  e 11 (Trem-unidade de 6 carros). Por conta de depredações ocorridas na Linha 11, a frota foi retirada dessa linha e seus trens-unidade incluídos na frota da Linha 10. Em 2001 foram gastos mais de R$ 1,1 milhão apenas na troca de vidros vandalizados de trens da Série 2100, que circulava nas Linhas 9 e 10.
Após circular com disponibilidade alta na década de 2000, a Série 2100 começou a sofrer problemas de manutenção que culminaram na imobilização de dois trens unidade(vide seções Manutenção e Acidentes e incidentes). Com isso, em 2015 a frota disponível para operação diminuiu ao ponto de trens da Série 1100 (que deixaram de circular regularmente na Linha 10 no início dos anos 2000) terem sido alvo de especulações de transferência para completar a frota operacional da Linha 10.
Em julho de 2019, a empresa anunciou a substituição da Série 2100 na Linha 10 por 12 trens da Série 7000, de forma que os trens espanhóis ficaram somente na reserva operacional.
Em 2024 as duas últimas unidades que prestavam serviço no Expresso Linha 10 foram aposentadas.
| Ano  | Frota (TUE) |
| ---- | ----------- |
| 2018 | 24          |
| 2019 | 6           |
| 2020 | 6           |
| 2021 | 4           |

### Manutenção
Desde sua aquisição em 1997, a manutenção dos trens da Série 2100 foi terceirizada na maior parte do tempo de operação da mesma. Por conta do Conselho de Defesa dos Capitais do Estado da Secretaria da Fazenda de São Paulo não permitir a contratação de novos funcionários por parte da CPTM, a manutenção dos trens foi terceirizada. Entre 2013 e 2017, a Série 2100 passou a sofrer de diversos problemas de manutenção, ocorrendo incêndios em 3 trens-unidade durante a operação comercial (vide seção Acidentes e incidentes). Coincidentemente, no mesmo período o MKBF de toda a frota sofreu sucessivas quedas, indicando problemas na manutenção (sendo que 4 dos 6 contratos de manutenção terceirizada de frota no período eram das empresas Trail Infraestrutura Ltda (subsidiária do Grupo Tejofran, que possui ligações estreitas com políticos do PSDB) e Temoinsa do Brasil, empresas acusadas de envolvimento no Escândalo das licitações no transporte público em São Paulo.
| Período   | Contrato/empresas                                                                                             | Valor final                    | Penalidades     |
| --------- | --- | ------------------------------ | --------------- |
| 1999-2001 | RD-0594-1997/Renfe-CAF-Teimoinsa                                                                              | Embutido no valor de aquisição | N/D             |
| 2002-2007 | 814510101200/Alstom-CAF                                                                                       | R$ 141.770.582,52              | R$ 2.734.069,93 |
| 2007-2011 | N/D-Comafer - Alstom (17,3%) - CAF (17,3%) - Bombardier (17,3%) - MPE (16%) - Tejofran (16%) - Temonisa (16%) | R$ 282 milhões                 | N/D             |
| 2013-2017 | 801612301100/Trail Infraestrutura Ltda e Temoinsa do Brasil                                                   | R$ 220.247.048,34              | N/D             |
| 2017-2020 | 831816301100/Alstom                                                                                           | R$ 97.505.672,67               |                 |

Em julho de 2019 o Conselho Administrativo de Defesa Econômica (CADE) condenou 11 empresas e 42 pessoas a multas que somam R$ 535 milhões por conta da formação de cartel para participar de contratos de fornecimento de trens e manutenção de frotas (incluindo as realizadas na CPTM e e no Metrô de São Paulo).

## Série 440R/440MC (EFE)
A Série 440R (EFE) é um trem-unidade elétrico pertencente à família da Série 440 da Renfe. Em 1996 20 trens-unidade foram vendidos pela Renfe para a Empresa de los Ferrocarriles del Estado (EFE) do Chile. Atualmente operam distribuídas por três sistemas ferroviários: Metrotren,Metrô de Valparaíso e Biotrén.

### Projeto e fabricação

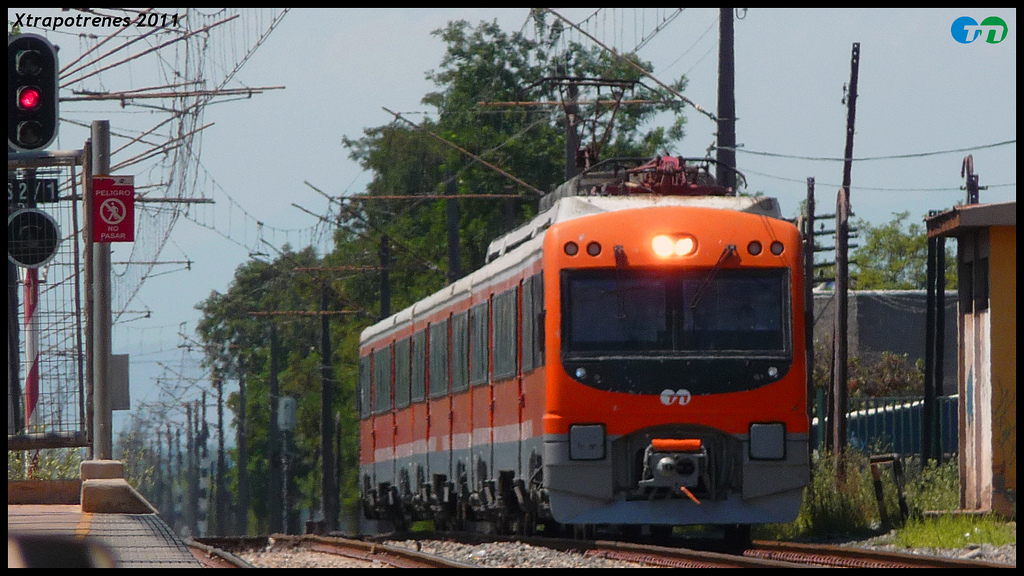
Trem Série 440MC em operação no Metrotren (2011).

Na década de 1990 a Empresa de los Ferrocarriles del Estado (EFE) do Chile buscava adquirir trens-unidade para substituir as Automotrizes Elétricas Locais (AEL), fabricadas em 1973 pela empresa Nissho Iwai do Japão. Com cerca de 20 anos de uso, as AEL's encontravam-se perto do fim de sua vida útil. A EFE recebeu uma proposta da Renfe, que em 1993 reformou trens-unidade da Série 440, denominadas 440R. O contrato de aquisição foi fechado e entre 1996 e 2000 foram entregues 20 unidades.
Em 2005 sete unidades passaram por nova reforma no Chile, sendo denominadas 440MC.

### Operação
A EFE distribuiu os trens-unidade entre os sistemas Metrotren,Metrô de Valparaíso e Biotrén, onde operam atualmente.
| Sistema             | Trens-unidade |
| ------------------- | ------------- |
| Metrô de Valparaíso | 12            |
| Metrotren           | 4             |
| Biotrén             | 4             |

Em 2017 o governo chileno anunciou a aquisição de 16 novos trens-unidade para substituir parte da frota UT-440R atualmente empregada no serviço Biotrén.

## Acidentes e incidentes
- 17 de julho de 1997 - Durante o desembarque de trens-unidade Série 440R no porto de San Antonio (Chile), um dos carros do trem-unidade 102 despencou do guindaste e sofreu graves avarias. Posteriormente foi enviado de volta para a Espanha, sendo reparado pela Renfe e entregue para a EFE.[33]

- 23 de junho de 2002 - Trem Série 440 da EFE do Metrotren descarrila próximo ao quilômetro 77 da referida linha. Sem feridos;[33]

- 15 de julho de 2002 - Trem-unidade da Série 2100 da CPTM chocou-se com trem cargueiro nas proximidades da estação Rio Grande da Serra. Nove passageiros e o maquinista ficaram levemente feridos.[37][33]

- 9 de junho de 2011 - Ônibus da viação Interbus à serviço da EMTU perde o controle e cai de viaduto sobre os trilhos da Linha 10, na altura de São Caetano, e é levemente atingido por trem da Série 2100. Sem feridos no trem e 15 feridos no ônibus.[38]

- 11 de novembro de 2012- Carro de trem da Série 2100 sofre um incêndio na estação de Ribeirão Pires. Sem feridos. Segundo a CPTM, o incêndio ocorreu por falha técnica em um dos motores do trem. [39]

- 22 de janeiro de 2014 - Carro de trem da Série 2100 sofre um incêndio na estação de Mauá. Sem feridos. Segundo a CPTM a causa foi um curto-circuito.[40]

- 2 de setembro de 2014 - Carro de trem da Série 2100 sofre um incêndio na estação de Rio Grande da Serra. Sem feridos.[41]

- 19 de fevereiro de 2015 - Carro de trem da Série 2100 sofre um incêndio na estação de Ribeirão Pires. Sem feridos.[42]

- 20 de março de 2018 - Queda de raio sobre trem da Série 2100 causou princípio de incêndio em um de seus carros, quando ele estava circulando próximo da estação de Ribeirão Pires. Sem feridos.[43]